# 星际火狐 零
《星际火狐 零》是任天堂和白金工作室開發軌道射擊遊戲。遊戲由任天堂於2016年發行，對應Wii U平臺。該作是星際火狐系列第6款遊戲。
依Metacritic統計，遊戲獲得「兩極或中庸」的評價。